# 李小双
李小双（1973年11月1日—），男，湖北沔阳（今仙桃市）人，中国体操运动员，身高161厘米，有「中国第二代体操王子」之称。多次被评为全国“十佳”运动员和全国体操“十佳”运动员。1993年至1997年连续两年当选全国政协委员。

## 生平
1980年进入沔阳县（今仙桃市）体校。1983年9月进入湖北体操队。1985年首次进入国家队，后因伤病返回省队。1988年再次进入国家队，几天后，因身体条件的影响，再次返回省队。1989年1月第3次进入国家队。
1997年退役。与香港“幻影全音”唱片公司签约，录制自己第一张唱片。7月1日，与刘国梁、孔令辉等奥运冠军在人民大会堂宣誓加入中国共产党。
2000年1月开办李小双体育用品公司。
2002年1月在湖北仙桃创办李小双体操学校。
2006年与奇瑞签约，成为奇瑞品牌代言人。

## 家庭
双胞胎哥哥李大双亦曾是中国体操运动员。

## 主要成绩
- 1988年，全国青少年体操比赛个人全能第4名；
- 1988年，全国青运会体操比赛个人全能冠军；
- 1990年，第11届亚运会体操比赛团体、自由操冠军；
- 1991年，印第安纳世界体操锦标赛男子个人全能第4名；
- 1992年，巴塞罗那奥运会男子自由体操冠军，男子吊环第3名、个人全能第5名，男子团体亚军；
- 1993年5月，首届东亚运动会男子自由体操、双杠冠军；男子体操团体冠军；
- 1993年9月，第7届全国运动会男子个人全能亚军，自由体操冠军，吊环、跳马、双杠3项季军；男子团体冠军；
- 1993年11月20日，日本名古屋国际体操赛男子全能冠军；
- 1994年4月，澳大利亚布里斯班世界体操单项锦标赛男子跳马亚军；
- 1994年10月，第12届亚运会男子团体冠军、男子个人全能冠军、男子自由体操冠军，吊环第2名，跳马第3名，双杠第3名；
- 1994年11月，德国多特蒙德世界体操团体锦标赛男子团体冠军；
- 1995年5月，全国体操锦标赛男子团体冠军，鞍马、吊环、个人全能冠军；
- 1995年5月27日，“中国杯”国际体操赛男子个人全能冠军，自由体操、跳马、吊环冠军；
- 1995年5月，中国“默龙腾飞”杯国际体操赛男子全能冠军，男子跳马冠军和双杠亚军；
- 1995年10月，日本鲭江市第31届世界体操锦标赛团体冠军、男子个人全能冠军，自由体操亚军；
- 1996年7月22日，美国亚特兰大奥运会男子体操团体亚军，男子个人全能冠军，男子自由体操亚军，男子跳马第4名。

## 主要荣誉
- 1992年亚洲最佳运动员称号。
- 1992年度“全国十佳运动员”称号。
- 1993年度“全国十佳运动员”称号。
- 1994年度全国体操双星称号。
- 1994年度“全国十佳运动员”称号。
- 1995年“全国先进工作者”称号。
- 1995年“世界十佳”运动员称号。
- 1995年“康威杯”全国十佳运动员。
- 1995年荣获国际级运动健将称号。
- 1995年度“上海有线电视杯”亚洲十佳运动员。
- 1996年4月，被评为“恒康体育明星”，成为第二名获此称号的中国运动员。
- 1996年8月，被国家体委授予体育运动荣誉奖章和体育运动一级奖章。
- 1996年“金利来杯”中国奥运十佳运动员。
- 1996年度“全国十佳运动员”称号。
- 1998年九届政协一次会议体育组委员。
- 1999年8月，当选为中国体育报社、中央电视台和山东潍坊亚星集团联合主办的评选“新中国体育五十星”。

## 综艺节目
- 2013年 星跳水立方 參賽者